# Miniopterus nimbae
Miniopterus nimbae — вид ссавців родини лиликових, який проживає в Гвінеї та Ліберії. Мешкає в печерах, розташованих у лісах. M. nimbae — досить великий порівняно з іншими видами того ж роду. Волосяний покрив має забарвлення темно-шоколадне зверху й трохи блідіше знизу.